# Arum sintenisii
Arum sintenisii là một loài thực vật có hoa trong họ Ráy (Araceae). Loài này được (Engl.) P.C.Boyce mô tả khoa học đầu tiên năm 1994 publ. 1995.